# 沙尔穆瓦 (索恩-卢瓦尔省)
沙尔穆瓦（法語：Charmoy，法語發音：[ʃaʁmwa]）是法国索恩-卢瓦尔省的一个市镇，属于欧坦区。

## 地理
沙尔穆瓦（46°45'22"N, 4°19'59"E）面积39.54 平方千米，位于法国勃艮第-弗朗什-孔泰大區索恩-卢瓦尔省，该省份为法国中部省份，北起顺时针与科多尔省、汝拉省、安省、罗讷省、卢瓦尔省、阿列省和涅夫勒省接壤。
与沙尔穆瓦接壤的市镇（或旧市镇、城区）包括：圣桑福里安-德马尔马涅、莱比佐、布朗济、蒙瑟尼、圣贝兰苏桑维涅、圣欧仁、拉塔尼耶尔、于雄。

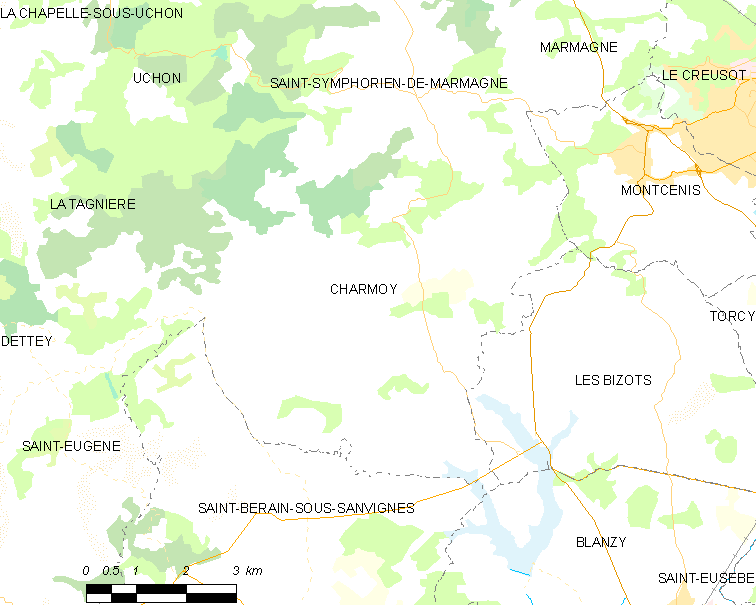
的OSM定位图

沙尔穆瓦的时区为UTC+01:00、UTC+02:00（夏令时）。

## 行政
沙尔穆瓦的邮政编码为71710，INSEE市镇编码为71103。

## 政治
沙尔穆瓦所属的省级选区为欧坦第二县。

## 人口

1962-2008年间人口变化图示

沙尔穆瓦于2022年1月1日时的人口数量为284人。